# Первомайське (Севастополь)
Первомайське або Первомайка (крим. Pervomayske) — віддалена частина міста Севастополя, в Балаклавському районі. Розташована у центрі району, за кількасот метрів від автошляху Н 19 Севастополь — Ялта, серед виноградників агрофірми «Золота балка».
У районі за останніми даними мешкають близько тисячі людей. Селяни живуть у приватних чи багатоквартирних будинках. Останні за часів СРСР будував місцевий колгосп.
З 7 вересня 2023 року місцевість передана до Бахчисарайського району Автономної Республіки Крим, однак, вона досі не має статусу окремого населеного пункту.

## Історія
Село засноване у другій половині XX століття.
На місці сучасного села, під час оборони Севастополя 1854—1855 років, 13 (25) жовтня 1854 року, сталася одна з найбільших битв Кримської війни — Балаклавська битва. У липні 2013 року військово-історичну реконструкцію бою відвідав принц Майкл Кентський.
2014 року після анексії Криму РФ окупаційна влада почала вважати населений пункт як село.